# Agneta Eckemyr
Agneta Marie-Anne Eckemyr, född 2 juli 1950 i Karlsborg, död 29 december 2018 i Katarina distrikt i Stockholm, var en svensk skådespelare, modefotograf och kläddesigner. 

## Biografi
Eckemyr började som ung sin bana som internationell fotomodell. Hon flyttade till New York 1970 och kom in i filmbranschen med roller i Hollywoodfilmer för Walt Disney Company och sedan även stora roller i några svenska filmer, såsom med Sven-Bertil Taube i Lars-Magnus Lindgrens Lejonet och jungfrun (1975) och med Thommy Berggren i såväl Lars Lennart Forsbergs kammardrama Kristoffers hus (1979) som Ingrid Thulins självbiografiska Brusten himmel (1982). Parallellt arbetade hon också ett antal år som modefotograf och började alltmer intressera sig för kläddesign. Från 1980-talet drev hon i New York företaget Agneta Eckemyr Design med egen design och tillverkning av främst damkläder i en svensk romantisk stil med mycket spets och i vitt linne. 2010 medverkade hon i TV8:s serie Skärgårdsdröm. Dokumentären Penthouse North (2014) skildrar på ett osminkat sätt hur Eckemyr, med vacklande ekonomi och hälsa, tvingas lämna sin våning och återvända till Sverige efter 44 år i New York.
I slutet av 2012 konstaterades det att Agneta Eckemyr led av Alzheimers sjukdom. 2013 flyttade hon från New York till Stockholm och vistades på ett vård- och omsorgsboende där.
Hon avled 2018 till följd av Alzheimers sjukdom. 
Med pianisten Staffan Scheja fick hon sonen filmskaparen Daniel Scheja.

## Filmografi (urval)
- 1971 - Blindman, regi Ferdinando Baldi
- 1974 - The Island at the Top of the World / Ön vid världens ände, regi Robert Stevenson
- 1975 - Lejonet och jungfrun, regi Lars-Magnus Lindgren
- 1977 - The Kentucky Fried Movie / Hej, vi skrattar, regi John Landis
- 1979 - Kristoffers hus, regi Lars Lennart Forsberg
- 1979 - Winter Kills / Presidentmordet, regi William Richert
- 1980 - Flygnivå 450, regi Torbjörn Axelman
- 1981 - Olsson per sekund eller Det finns ingen anledning till oro, regi Lars Amble
- 1982 - Brusten himmel, regi Ingrid Thulin
- 1984 - Flickan från Orsil, regi Marianne Willtorp
- 2014 - Penthouse North, regi Johanna St Michaels